# Eendenkroos
Eendenkroos (Lemna), ook waterlinzen genoemd, is een geslacht van vrij op het water drijvende waterplanten uit de familie Lemnaceae of, tegenwoordig, Araceae. Deze planten komen vooral voor in stilstaande of traagstromende waters in gematigde en tropische gebieden.
Het plantenlichaam bestaat uit een eenvoudige vrij drijvend thallus. Vaak zijn ze niet langer dan 5 mm (behalve bij puntkroos, Lemna trisulca). Ze hebben maar één wortel, wat hen onderscheidt van Spirodela-soorten.

## Soorten
In Nederland komen de volgende soorten voor:
- bultkroos (Lemna gibba)
- dwergkroos (Lemna minuta)
- klein kroos (Lemna minor)
- puntkroos (Lemna trisulca)
- knopkroos (Lemna turionifera)

## Veevoer
Eendenkroos is eiwitrijk. Gedroogd is het geschikt als veevoer. Het heeft het volgende voederwaardeprofiel:
- droge stof oogst 10–30 ton per hectare per jaar
- drogestofgehalte 5–10%
- ruw eiwit 15–45%
- in-vitroverteerbaarheid organische stof 65–70%
- verteerbaarheid eiwit 80%
- kroos bevat veel verschillende aminozuren

Bij Wageningen UR werd in 2008 het prototype voor een automatische eendenkroosoogstmachine in gebruik gesteld.

## Menselijke consumptie
Eendenkroos is ook geschikt voor menselijke consumptie. Sinds februari 2025 is eendenkroos voor dit doel officieel toegelaten op de Europese markt. Tot nu toe werd het kroos in Europa nauwelijks gegeten maar in  sommige Aziatische landen staat het al wel op het menu.